# Diastomatidae
Diastomatidae zijn een familie van weekdieren uit de klasse van de Gastropoda (slakken).

## Taxonomie
De volgende geslachten zijn bij de familie ingedeeld:
- Diastoma Deshayes, 1850
  - = Neodiastoma Cotton, 1932
- † Keilostoma Deshayes, 1850